# 손정남
손정남은 조선민주주의인민공화국에서 연변으로 탈북했다가 개신교인이 된 후 연변과 북한에서 선교하다가 순교한 인물이다.
조선인민군에서 복무한 뒤 전역 후 군에서 수행하는 사업체에서 근로하였는데, 아내가 둘째를 임신했을때 북한 정권을 비판하였다가 체포되어 유산한 이후 북한 정권에 크게 실망하였다.
그는 아내의 죽음 이후 연변에서 선교사를 만나 기독교인이 되었고 탈북자를 대상으로 선교활동을 하다가 중국 공안에 잡혀 북한으로 추방된 뒤, 다시 딸을 보기 위해 연변으로 탈출했다. 그는 딸과 머무르는 대신 북한 주민들을 선교하는데 사용할 수 있는 성경책과 카세트를 챙겨 북한으로 돌아가서 선교활동을 했다가 북한 정권에 체포되었다.
그와 별개로 탈북에 성공한 동생 손정훈씨가 대한민국의 국가인권위원회에 그의 구명을 해줄 것을 요청하였으나 인권위는 이를 거절하였다. 결국 민족반역죄를 저질렀다며 총살되었다.